# Vaterpolski klub ZPK
Vaterpolski klub ZPK je vaterpolski klub iz Zagreba.
Klupsko sjedište je na adresi Ozaljska 64, Zagreb.

## Povijest
Zagrebački plivački klub osnovan je 1934. godina na inicijativu nekoliko članova plivačkih sekcija Hrvatskog akademskog športskog kluba (HAŠK) i hrvatskog športskog kluba Concordija.
Do 1941. godine bio je vodeći plivački i vaterpolo klub u Zagrebu. 1941. godine klub mijenja ime u Hrvatski plivački sportski klub "Zagreb", te pod tim imenom djeluje do 1945. godine kada prestaje s radom.
1994. ponovno se osniva vaterpolo sekcija Zagrebačkog plivačkog kluba. 2003. nakon devet godina nemogućih uvjeta za treniranje na inicijativu trenera prof. Tomislava Udovičića odlučeno je da se sekcija izdvoji i formira kao "Vaterpolo klub ZPK Zagreb". Klub se pod vodstvo trenera i predsjednika kluba prof. Tomislava Udovičića prijavljuje u 3. vaterpolo ligu.
U sezoni 2004./2005. klub dobiva na korištenje bazen na Zimskom plivalištu Mladost popularnom zvano "Dom sportova". Na ljeto klub igra u 2. vaterpolo ligi i završava na sedmom mjestu. U sezoni 2005./2006. klub se natječe u 1.B vaterpolo ligi i osvaja treće mjesto i automatski je izboren plasman za 2007. godinu. U sezoni 2006./2007. klub osvaja četvrto mjesto na 1.B vaterpolo ligi.

## Klupski uspjesi
2004/05 7. mjesto u 2. vaterpolo ligi
2005/06 3. mjesto u 1.B vaterpolo ligi
2006/07 4. mjesto u 1.B vaterpolo ligi
2007/08 5. mjesto u 1.B vaterpolo ligi
2008/09 2. mjesto u 1.B vaterpolo ligi

## Vanjske poveznice
http://www.vkzpk.hr  Arhivirana inačica izvorne stranice od 28. kolovoza 2007. (Wayback Machine)